# ラブソング/共犯者
『ラブソング/共犯者』（ラブソング きょうはんしゃ）は、OKAMOTO'Sの3枚目のシングル。2012年10月31日にアリオラジャパンから発売された。初回生産限定盤はDVD付き、"あのシート"付きギミックジャケット仕様。

## 収録曲

### CD
(全編曲:OKAMOTO'S)
1. ラブソング [4:17]
（作詞・作曲:オカモトショウ）
  - テレビ東京系アニメ「NARUTO -ナルト- SD ロック・リーの青春フルパワー忍伝」オープニングテーマ。
  - ミュージックビデオの振り付けはMIKIKOによるもの[1]。
  - 前作「マジメになったら涙が出るぜ」をライブで初披露する際、新曲を聴き入る感じの受け止め方ではなく、良い表情で聴いてくれたことから観客からの愛を感じ、「次の自分達のテーマは愛かな」ということで作られた楽曲[2]。
2. 共犯者 [3:40]
（作詞・作曲:オカモトショウ）
  - ブルースハープとコーラスで甲本ヒロトが参加。
  - THE NEATBEATSのMR.PANが所有するGrand-Frog Studioでレコーディングした。
  - ミュージックビデオの監督は黒猫チェルシーの渡辺大知。
3. メビウス [5:15]
（作詞・作曲:オカモトレイジ）
  - 初めて作詞・作曲をオカモトレイジが務めた曲。

### DVD
※初回生産限定盤のみ
- OKAMOTO'S MOVIE 4

1. ベトナムLIVEドキュメンタリー
2. 「共犯者」レコーディングドキュメンタリー